# Kolumna Marka Aureliusza

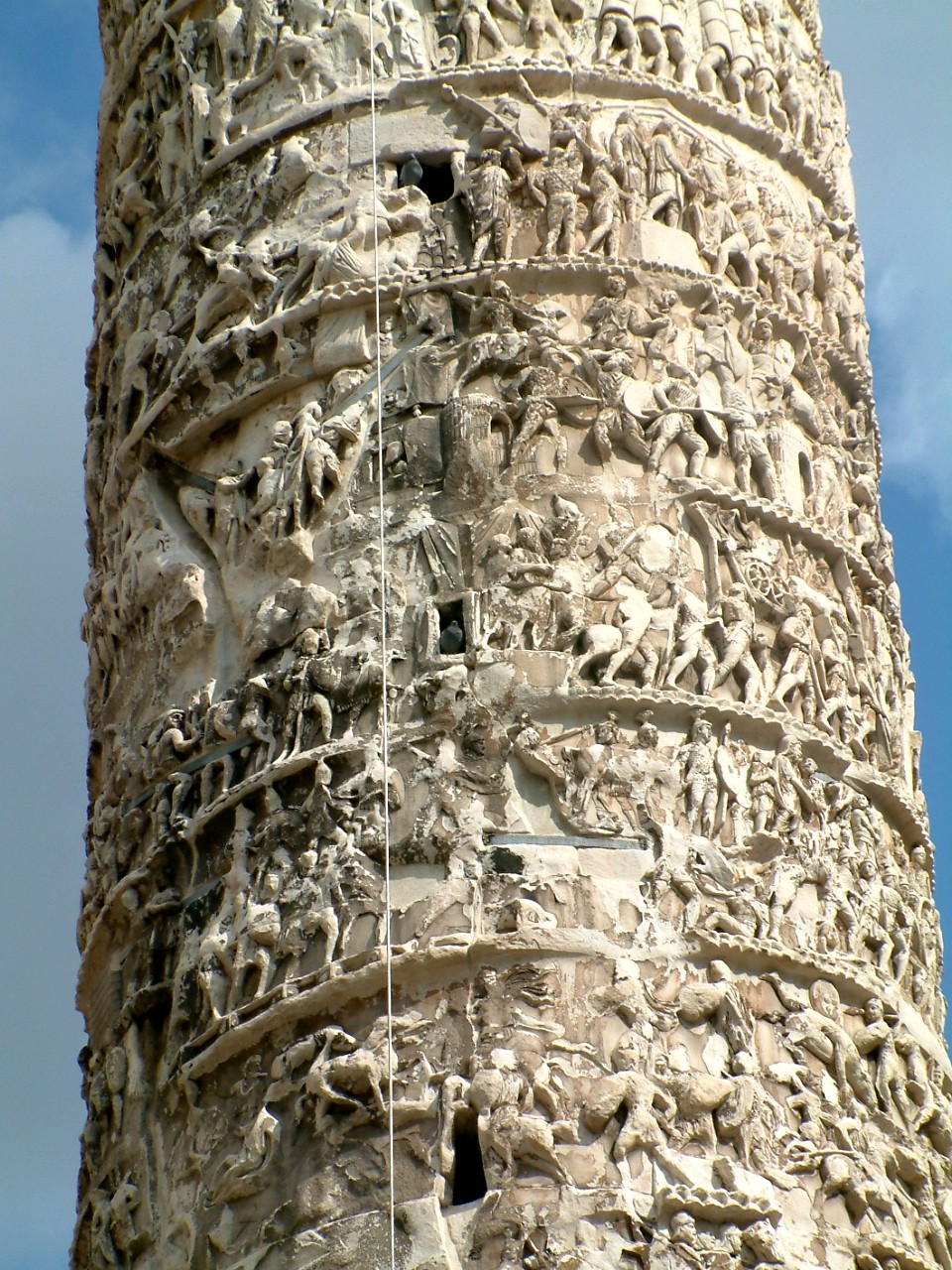
Fragment zdobienia trzonu kolumny

Kolumna Marka Aureliusza – pomnik w Rzymie wzniesiony dla upamiętniania zwycięstw cesarza, obecnie znajdujący się na Piazza Colonna.
Kolumnę wystawiono na wschodnim skraju ówczesnego Polu Marsowego, nieopodal świątyni Neptuna,  dla upamiętnienia zwycięstw zmarłego cesarza odniesionych nad plemionami barbarzyńskimi (Markomanów, Kwadów, Sarmatów, Jazygów) w latach 176-193. Budowę ukończoną w 196 r. n.e., prawdopodobnie rozpoczęto w roku 180, a wzorem dla jej twórców była kolumna Trajana.
Wysokość całej konstrukcji wykonanej z kararyjskiego marmuru wynosi 29,77 m. W zamyśle twórców służyła ona za podstawę pomnika zasłużonego i ubóstwionego władcy. 27 października 1589 na szczycie kolumny umieszczono (na polecenie papieża Sykstusa V) obecną do dziś statuę św. Pawła Apostoła autorstwa Giacomo della Porta.
Dekorację trzonu kolumny wykonano jako spiralnie wijącą się, ozdobną wstęgę z reliefem przedstawiającym epizody walk z dwóch wojen prowadzonych przez cesarza z plemionami barbarzyńskimi. Choć sposób zdobienia utrzymany w podobnym stylu ciągłej narracji przypomina dekorację kolumny Trajana, brak jej jednak monumentalności i ekspresji tamtego pomnika, na którym wyobrażono mniejszą liczbę, lecz większych rozmiarami postaci, bardziej też nacechowanych spokojem.
Dekoratora tej kolumny cechuje większa emocjonalność i ekspresyjność wyobrażeń przy zachowaniu mniejszej staranności dokumentacyjnej. Odmienny jest bowiem sposób rzeźbienia: dzięki częstemu i umiejętnemu użyciu świdra płaskorzeźby są głębsze i wyrazistsze, dające efekt światłocienia z ostrzejszymi kontrastami, co uwydatnia element ruchu. Wskutek tego twórca osiągnął również lepsze rezultaty w psychologicznym odwzorowaniu postaci. Ponadto ich spiętrzenie wywołuje wrażenie wieloplanowości (np. w scenie ukazującej prowadzenie jeńców); dla lepszej czytelności w wyobrażeniach pominięto pejzaż.
Jako drugi zabytek dokumentujący ten typ konstrukcji właściwej jedynie architekturze rzymskiej, należy też do niewielu przykładów ocalałych budowli, które uświetniły Rzym w okresie panowania Antoninów.